# Hugo Zöller

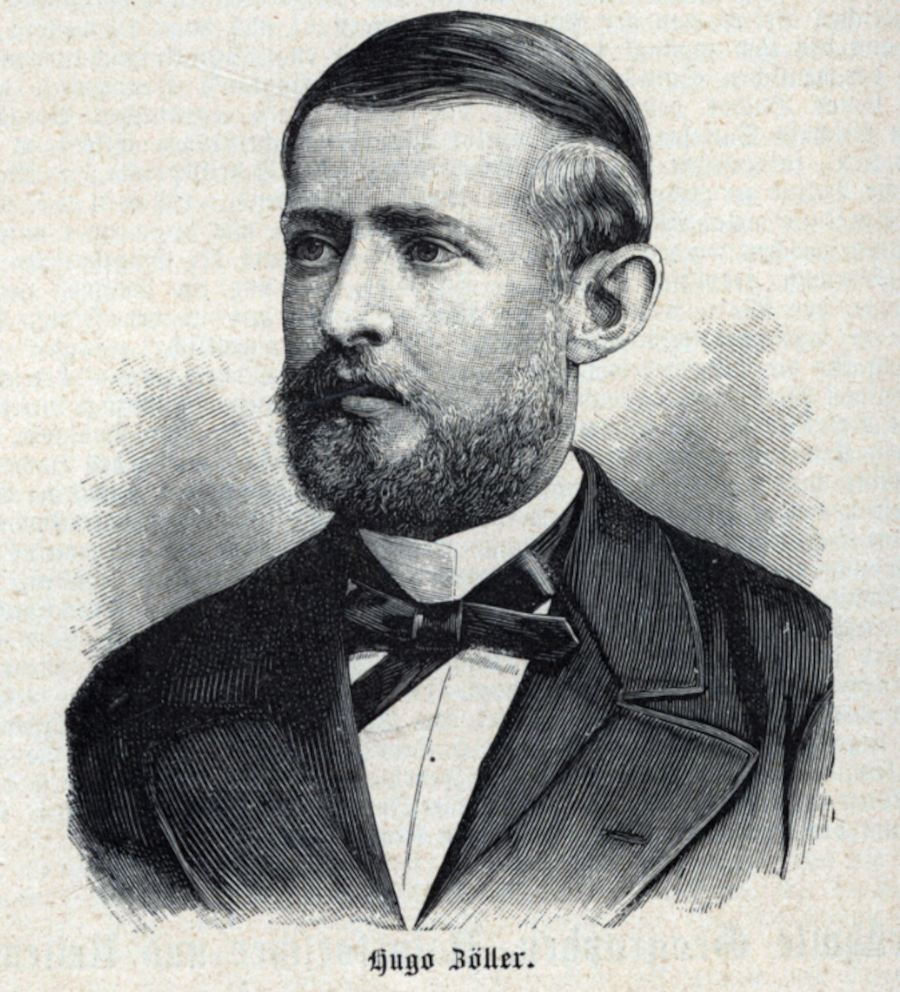
Hugo Zöller (1852–1933)

Hugo Zöller (* 12. Januar 1852 in Oberhausen bei Schleiden/Eifel; † 9. Januar 1933 in München) war ein deutscher Forschungsreisender und Journalist.

## Leben
Zöllers Bruder Egon war ein Freund Karl Pearsons und zugleich Autor.
Zöller studierte Rechtswissenschaft und bereiste zwischen 1872 und 1874 die Länder am Mittelmeer. Während des Bürgerkriegs in Süd-Spanien begann er mit Zeitungsartikeln auf sich aufmerksam zu machen, so dass er 1874 in die Redaktion der Kölnischen Zeitung aufgenommen wurde.
1879 begann er eine Reise um die Erde, um sich über die Möglichkeiten zu unterrichten, für ein deutsches Kolonialreich Land zu erwerben. Das Ergebnis war ein zweibändiges Werk Rund um die Erde (Köln 1881). 1881 und 1882 durchstreifte Zöller das ganze Südamerika und Westindien, er veröffentlichte daraufhin Die Deutschen im brasilianischen Urwald (2 Bde. Stuttgart 1883) sowie Pampas und Anden (Stuttgart 1884).

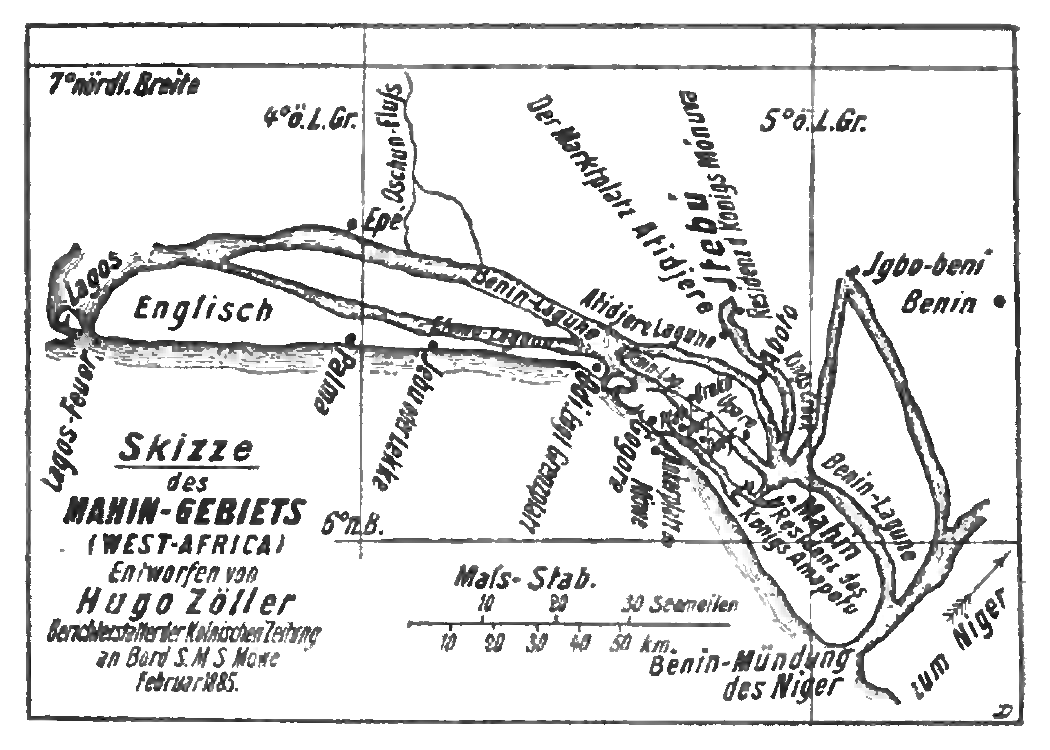
Kartenskizze Zöllers mit dem Mahin-Gebiet (rechts)

Ende 1882 war Zöller als Kriegsberichterstatter der Kölnischen Zeitung während des englischen Feldzugs in Ägypten. Nachdem er 1883 den deutschen Kronprinzen durch Spanien und nach Rom begleitet hatte, wurde er 1884 beauftragt, die von Gustav Nachtigal erworbenen deutschen Kolonien in Westafrika zu erforschen. Zöller durchzog zunächst Togo, ging dann nach Kamerun, wo er 1884 mit Stefan Szolc-Rogoziński das Kamerungebirge erkundete und den Fako bestieg. Im Auftrag Nachtigals schloss er dann im Januar 1885 am östlichen Rand des Kamerungebirges mit acht kleineren Königreichen vorbereitende Schutzverträge ab. Der Reichskommissar erklärte Zöller zum Bevollmächtigten für diese Gebiete. Mit Nachtigal reiste Zöller am 20. Januar 1885 in die Mündungsregion des Nigers, um einen kleinen Küstenabschnitt – das sogenannte Mahinland – für Deutschland in Besitz zu nehmen, welches aber noch vor Jahresende Großbritannien zugesprochen wurde.
Am 10. Januar 1885 wurde ein Telegramm von Zöller in der Kölnischen Zeitung veröffentlicht und daraufhin von Bismarck im Reichstag besprochen, das von den Duala-Unruhen in Kamerun berichtete: „Es brachte der Welt die erste Nachricht von den ersten mit deutschem Kolonialerwerb verknüpft gewesenen Kämpfen.“
Bei seinem Aufenthalt in Kamerun entdeckte Zöller den Batanga-Fluss, den er aufwärts befuhr, bis er an die Wasserfälle gelangte, die er – „von dem Rechte des Entdeckers Gebrauch machend“ – zu Ehren des Inhabers der Kölnischen Zeitung als Neven-Dumont-Fälle benannte. Anschließend musste er dann fieberkrank vom Kongo aus nach Deutschland zurückkehren.
1888 bereiste Zöller Deutsch-Neuguinea und in Begleitung Wissmanns 1889 Deutsch-Ostafrika. Bei dieser Reise gelang es Zöller als erstem Europäer, ins Innere Neuguineas vorzudringen und die Gipfel des Finisterre-Gebirges zu ersteigen. Dabei entdeckte er den Ottoberg innerhalb des Bismarckgebirges sowie das Kraetkegebirge mit dem Zöllerberg.
Hugo Zöller starb 1933 kurz vor Vollendung seines 81. Lebensjahres in München.

## Ehrungen
Nach ihm ist die Pflanzengattung Zoelleria Warb. aus der Familie der Raublattgewächse (Boraginaceae) benannt.

## Werke (Auswahl)

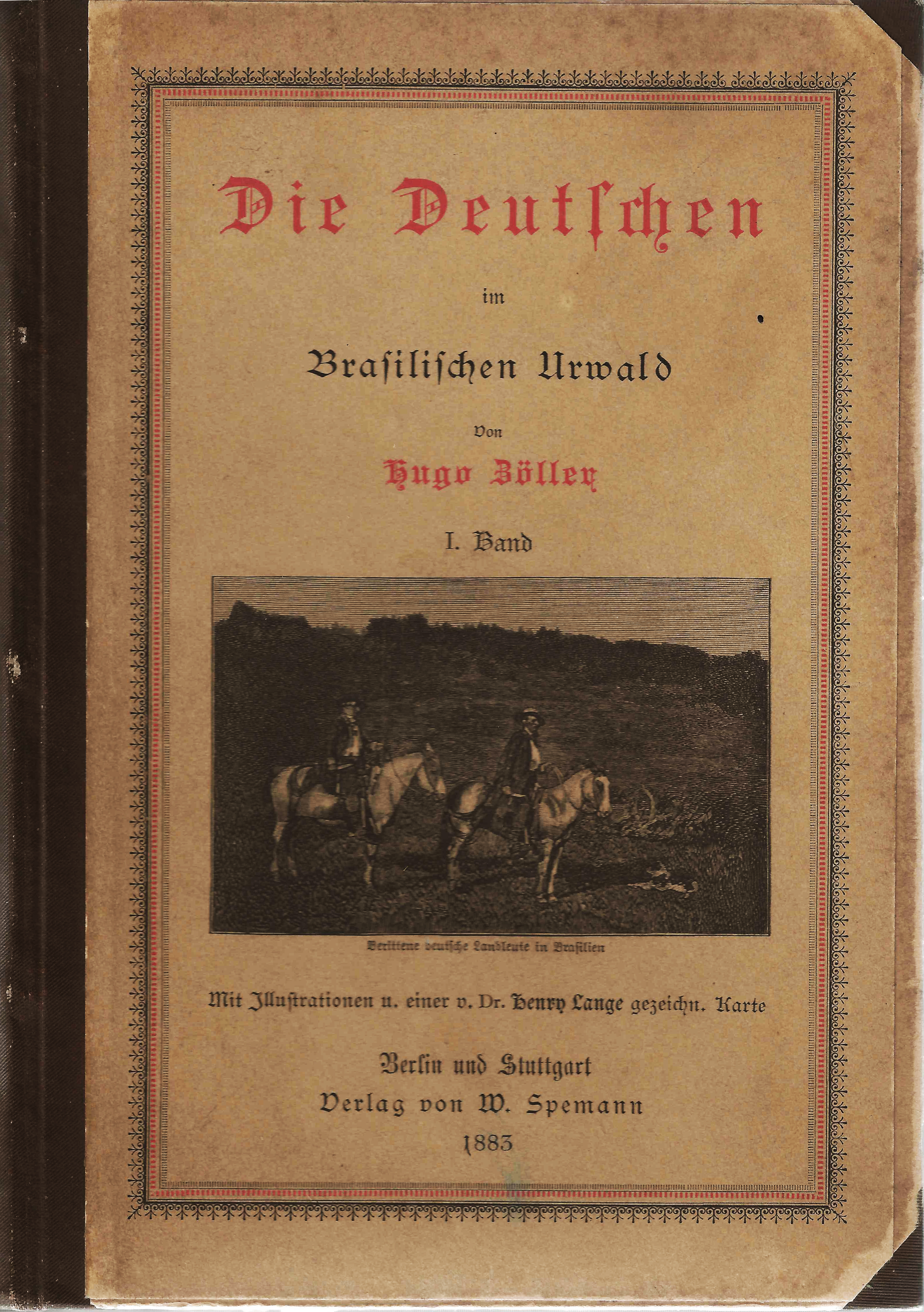
„Die Deutschen im Brasilischen Urwald - Mit Illustrationen und einer von Dr. Lange gezeichnete Karte“. I. Band. Verlag von W. Spemann. Berlin und Stuttgart. 1883.

- Die Deutschen im Brasilischen Urwald – Mit Illustrationen und einer von Dr. Lange gezeichnete Karte. I Band. Verlag von W. Spemann. Berlin und Stuttgart. 1883.
- Die deutschen Besitzungen an der westafrikanischen Küste. 4 Bde. Spemann, Berlin u. a. 1885.
- Deutsch-Neuguinea und meine Ersteigung des Finisterregebirges. Union Dt. Verl.-Ges., Stuttgart u. a. 1891.
- Als Jurnalist [sic] und Forscher in Deutschlands großer Kolonialzeit. Koehler & Amelang, Leipzig 1930.